# Heiner Zieschang
Heiner Zieschang, né le 12 novembre 1936 à Kiel et mort le 5 avril 2004 à Bochum, est un mathématicien allemand. 

## Biographie
Il fut professeur à l'université de Bochum de 1968 jusqu'en 2002. Il était spécialiste de topologie en basses dimensions, de théorie des nœuds, et de théorie combinatoire des groupes. En 1993, il obtint le Prix Gay-Lussac Humboldt. En 1996, il fut promu au titre de docteur honoris causa de l'université de Toulouse et en 1997 de l'université d'État de Moscou.

## Publications
- Flächen und ebene diskontinuierliche Gruppen, Berlin, 1970  (ISBN 3-540-04911-8) (de)
- « On decompositions of discontinuous groups of the plane », Math. Zeit., vol. 151, 1976, p. 165-188 (en)
- Surfaces and planar discontinuous groups, Berlin, 1980  (ISBN 0-387-10024-5) (en)
- Finite groups of mapping classes of surfaces, Berlin, 1981  (ISBN 3-540-10857-2) (en)
- avec Gerhard Burde : Knots, Berlin [entre autres], 1985  (ISBN 3-11-008675-1) (en)
- avec Ralph Stöcker : Algebraische Topologie, Teubner, Stuttgart, 1988  (ISBN 3-519-02226-5) (de)
- Lineare Algebra und Geometrie, Stuttgart, 1997  (ISBN 3-519-02230-3) (de)